# Stranger in Us All
Stranger in Us All je osmé studiové album britské rockové skupiny Rainbow z roku 1995. Nahráno bylo během roku 1995 v několika různých studiích a jeho producentem je Ritchie Blackmore společně s Patem Reganem. Album bylo původně koncipováno jako sólová nahrávka Ritchieho Blackmora, ale kvůli nátlaku společnosti BMG bylo vydáno jako Ritchie Blackmore's Rainbow.

## Seznam skladeb
| Pořadí | Název                       | Autor                                           | Délka |
| ------ | --------------------------- | ----------------------------------------------- | ----- |
| 1.     | Wolf to the Moon            | Ritchie Blackmore, Doogie White, Candice Night  | 4:16  |
| 2.     | Cold Hearted Woman          | Blackmore, White                                | 4:31  |
| 3.     | Hunting Humans (Insatiable) | Blackmore, White                                | 5:45  |
| 4.     | Stand and Fight             | Blackmore, White                                | 5:22  |
| 5.     | Ariel                       | Blackmore, Night                                | 5:39  |
| 6.     | Too Late for Tears          | Blackmore, White, Pat Regan                     | 4:50  |
| 7.     | Black Masquerade            | Blackmore, Paul Morris, White, Night            | 5:35  |
| 8.     | Silence                     | Blackmore, White                                | 4:04  |
| 9.     | Hall of the Mountain King   | Edvard Grieg, Night (text), Blackmore (aranžmá) | 5:34  |
| 10.    | Still I'm Sad               | Paul Samwell-Smith, Jim McCarty                 | 5:22  |

## Obsazení
Rainbow
- Ritchie Blackmore – kytara
- Doogie White – zpěv
- Paul Morris – klávesy
- Greg Smith – baskytara, doprovodné vokály
- John O’Reilly – bicí

Ostatní hudebníci
- Mitch Weiss – harmonika
- Candice Night – doprovodné vokály